# Сестино
Сестино (итал. Sestino) је насеље у Италији у округу Арецо, региону Тоскана.
Према процени из 2011. у насељу је живело 668 становника. Насеље се налази на надморској висини од 506 м.

## Становништво
Према резултатима пописа становништва 2011. у општини је живело 1.421 становника.
| 1931. | 1936. | 1951. | 1961. | 1971. | 1981. | 1991. | 2001. | 2011. |
| ----- | ----- | ----- | ----- | ----- | ----- | ----- | ----- | ----- |
| 3.432 | 3.599 | 3.556 | 2.785 | 1.887 | 1.711 | 1.525 | 1.454 | 1.421 |